# Quintã
Quintã is een plaats (freguesia) in de Portugese gemeente Vila Real en telt 148 inwoners (2001).